# Sistemi monetari di riduzione delle emissioni
I Sistemi Monetari di riduzione delle emissioni (Emissions Reduction Currency Systems - ERCS) sono schemi che offrono un vantaggio economico a chi agisce per la riduzione dei gas serra, sia attraverso la distribuzione o la redistribuzione di valuta nazionale che attraverso l'emissione di buoni, punti premio o valute complementari.

## Confronto con gli altri strumenti di riduzione delle emissioni
Un sistema monetario basato sulla riduzione delle emissioni è differente dai crediti di emissione. Il valore di un credito di emissione è determinato da un tetto nazionale di emissioni che stabilisce un livello al quale il credito conferisce un diritto ad inquinare. Il valore finale di un credito di emissione si riscuote quando viene ceduto per evitare le penalità legate alle emissioni.
Un sistema monetario basato sulla riduzione delle emissioni è differente anche da una volontaria compensazione delle emissioni di carbonio allorquando un soggetto paga per azioni che riducono le emissioni o sequestrano carbonio, in genere finanziando energie alternative o progetti di reforestazione, e così riduce o cancella la propria responsabilità per le emissioni prodotte. Il valore della compensazione per la sua stessa essenza è detenuto dall'acquirente e si applica solo per il periodo e per lo scopo al quale è diretta la compensazione stessa.
Un sistema monetario basato sulla riduzione delle emissioni, invece, è semplicemente un incentivo per un cambio comportamentale dei singoli o della comunità. In quanto la valuta crea un vantaggio economico aggiuntivo per la riduzione di emissioni in maniera separata dal costo imposto dal tetto nazionale di emissioni o il costo assunto in forma volontaria dall'acquirente di una compensazione volontaria.
Le valute legate alla riduzione delle emissioni non sono scambiabili all'interno del sistema nazionale del cap and trade e pertanto non conferiscono alcun diritto ad inquinare.
Mentre nessun sistema monetario basato sulla riduzione delle emissioni abbia mai raggiunto la scala del sistema di crediti di emissioni, esistono un certo numero di schemi realizzati in piccola scala già operativi o in procinto di esserlo. Inoltre ci sono numerosi tipi di approccio che al momento sono stati proposti in forma teorica da alcune organizzazioni, istituzioni accademiche o think tank.
I sistemi monetari basati sulla riduzione delle emissioni concettualmente includono gli analoghi sistemi monetari basati sul carbonio, ma includono schemi che riducono le emissioni in maniera indiretta come la riduzione dei rifiuti e l'educazione della comunità.

## Storia
L'idea di una valuta globale basata sulla produzione di energia alternativa venne proposta per la prima volta da Richard Buckminster Fuller nel suo testo del 1969 Operating Manual for Spaceship Earth. Questa idea venne proposta da Garry Davis durante l'Earth Summit tenutosi nel 1992 a Rio de Janeiro.

## Categorie di sistemi valutari basati sulla riduzione delle emissioni
Attualmente le valute basate sulla riduzione delle emissioni possono essere divise in 5 categorie:

### Schemi basati sui titoli di carbonio
L'introduzione delle pratiche sostenibili di gestione dei terreni nelle foreste tropicali e in altri ecosistemi ad alto contenuto di carbonio possono portate ad un abbattimento delle emissioni causate dalla deforestazione dei terreni che potrebbero altrimenti essere avvenute o in conseguenza di un sequestro aggiuntivo di CO2.
Terreni acquistati e gestiti per questi scopi possono essere usati per creare dei diritti commerciabili di carbonio indipendenti e riconosciuti o meno all'interno del piano dei crediti di emissione. Ad esempio, la biomassa che cresce sul terreno grazie al cambiamento nelle modalità di gestione dell'appezzamento, attualmente può essere convertita in crediti di emissione e all'interno del Meccanismo di sviluppo pulito (Clean Development Mechanism o CDM in inglese). L'incremento di carbonio sequestrato nel terreno per motivi diversi dalla riforestazione sia in conseguenza di cambiamenti nelle pratiche di gestione del terreno, che grazie all'incorporamento di biochar non è attualmente incluso nel sistema di emissione di crediti del CDM.
Questi certificati a corso legale possono essere commercializzati come una forma di valuta in maniera indipendente dal loro uso come una compensazione, portando benefici economici aggiuntivi. Questo modalità di utilizzo è suggerita dalla Carbon Currency Foundation.
Un altro sistema valutario di riduzione delle emissioni che è stato proposto su questi assunti è l'ECO, un progetto del Next Nature Lab, un'iniziativa della Eindhoven University of Technology in Olanda.

### Schemi basati sugli sconti promozionali
In un sistema valutario per la riduzione delle emissioni basato su sconti promozionali, i partecipanti sono ricompensati con l'accumulo di punteggi che possono essere utilizzati per sconti per annunci pubblicitari all'interno del sistema.
RecycleBank è un piano di questo tipo, nel quale i partecipanti inseriscono i materiali riciclabili in contenitori specificamente progettati che li identificano e li pesano con una bilancia integrata nei veicoli del trasporto rifiuti. RecycleBank è anche finanziata da amministrazioni municipali che acquistano e gestiscono le attrezzature necessarie al sistema, permettendo a RecycleBank di operare come una compagnia privata a scopo di lucro. Un altro piano simile è quello adottato da Greenopolis che opera attraverso i social media come Facebook.
EarthAid fa uso di un software particolare che pubblica le bollette online e ne permette la condivisione con amici e familiari. La riduzione dei consumi energetici fa guadagnare punti che possono essere utilizzati per la riscossione di premi all'interno della rete di premiazioni di Earth Aid.

### Schemi basati sull'assegnazione
Un sistema valutario di riduzione delle emissioni basato sulla assegnazione di quote prevede che ai singoli partecipanti venga assegnata una identica quantità di valuta basata sulle emissioni. I partecipanti si scambiano beni e servizi l'uno con l'altro per ottenere una quantità di valuta sufficiente a coprire le proprie emissioni attuali. L'obiettivo di un piano di assegnazione è quello di ottenere equità sociale tra i partecipanti prendendo in considerazione la riduzione delle emissioni.
Tecnicamente un piano di crediti per la riduzione delle emissioni, un piano di assegnazione è classificato come un sistema valutario perché lo scambio della valuta tra i singoli partecipanti, dato che si prefigge un obiettivo di equità, possono creare un mercato parallelo di scambi nel quale la valuta può fungere come mezzo di scambio, e questa attività genera un valore economico positivo associato alla riduzione delle emissioni.
La Global Resource Bank è una delle organizzazioni che promuove un piano globale di assegnazione di questo tipo.

### Schemi di razionamento delle emissioni
Quello altrimenti conosciuto come personal carbon trading è un sistema valutario di riduzione delle emissioni basato sul razionamento che presuppone una quota standard media di emissioni ammesse per ogni singolo cittadino che decresce in maniera incrementale nel tempo.
I partecipanti che usano quantitativi inferiori alle quote ricevute ricevono una valuta che può essere venduta a coloro che emettono quantità maggiori di quelle ammesse. Tutti i partecipanti si impiegano affinché la somma totale rimanga al di sotto della media ammessa con un valore netto positivo all'interno dello schema.
Il Carbon Rationing Action Group(CRAG), nato nel Regno Unito, è composto da un network globale di gruppi. I partecipanti al CRAG usano uno standard medio relativo alla propria nazione come base per il calcolo della quota prevista. I partecipanti che emettono in quantità superiori ai livelli delle quote di razionamento previste, pagano nella valuta nazionale coloro che emettono di meno.
L'isola di Norfolk, in Australia sta attualmente implementando un piano di scambio volontario individuale di quote di emissioni esteso a tutta l'isola e progettato dal Professor Garry Egger della Southern Cross University.

### Schemi di valute basate sulla comunità
Una valuta per la riduzione delle emissioni basata sulla comunità è una valuta locale la cui emissione è supportata dalla riduzione delle emissioni dei membri aderenti al piano. La valuta locale, quando venga accettata per gli scambi dagli altri membri o dalle aziende locali, ricompensa i partecipanti per i loro sforzi nella prevenzione del riscaldamento globale. Queste valute, possono avere vari livelli di convertibilità in emissioni evitate di carbonio, energia rinnovabile, o valuta nazionale.
L'Edogawatt è una forma di valuta per la riduzione delle emissioni, utilizzata a Edogawa, Tokyo, nata dall'iniziativa del tempio buddista Jokou-in della scuola Jōdo Shinshū. In questo piano, il tempio e i fedeli acquistano pannelli solari e vendono l'energia in eccesso alla TEPCO. Il tempio quindi introita la differenza tra il prezzo pagato dalla TEPCO e il costo per l'energia rinnovabile in Germania e vende certificati verdi per la raccolta fondi per il tempio. Gli acquirenti dei certificati verdi ricevono un assegno di 30 Edogawatt per certificato acquistato. "Questi biglietti in Edogawatt sono correntemente usati tra i cittadini.. come valuta per lo scambio di babysitting, trasporto di carichi pesanti, traduzioni o altri piccoli lavoretti. Hanno gettato le basi per incentivare la creazione di una forma collettiva di supporto reciproco all'interno della comunità e il nostro scopo è di renderlo uno strumento per rinsaldare le relazioni sociali e la fiducia reciproca".
Il Kiwah è uno schema di valuta per la riduzione delle emissioni basato su unità Kilowatt ora fornite da progetti di energia rinnovabile finanziati dai partecipanti allo schema. La valuta ha perciò uso all'interno delle comunità locali che l'adottano come moneta locale. Lo schema è stato proposto il 15 dicembre 2009 COP15, la Conferenza delle Nazioni Unite sul cambiamento climatico di Copenhagen.
Il Maia Emission Reduction Currency System, è uno schema che è attualmente in via di sviluppo in nell'Australia Occidentale. La valuta di questo sistema si chiama boya, dalla parola che gli indigeni Nyungar usavano per indicare le pietre impiegate negli scambi. Ogni boya corrisponde alla riduzione del riscaldamento globale che sono in grado di effettuare 10 kg di anidride carbonica. La prima emissione di boya è avvenuta il 30 gennaio 2011 a Fremantle nell'Australia Occidentale nel corso di un evento organizzato dal SAL, il Servizio Internazionale di Permacultura e dalla Gaia Foundation della Western Australia

### Schemi di monetizzazione
Il Liquidity Network, un'iniziativa della Foundation for the Economics of Sustainibility che sta proponendo l'introduzione nella Contea di Kilkenny in Irlanda, di una valuta basata sulla riduzione delle emissioni da far circolare all'interno della comunità. Questa proposta è al momento in via di definizione.
Carbon Manna è una proposta di schema che prevede una prevendita di crediti derivanti da progetti di riduzione delle emissioni per poi rimborsare successivamente gli utenti in maniera diretta o coinvolgendoli nella valuta di telefonia mobile M-Pesa che viene utilizzata nei paesi in via di sviluppo per ridurre i costi dei trasferimenti di denaro e mettersi al riparo dalle fluttuazioni valutarie.